# Луиза фон Анхалт-Десау (1798–1858)
Луиза фон Анхалт-Десау (на немски: Luise von Anhalt-Dessau; * 1 март 1798 в Десау; † 11 юни 1858 в Хомбург фон дер Хьое) от род Аскани е принцеса от Анхалт-Десау и чрез женитба ландграфиня на Хесен-Хомбург (1846 – 1848).
Тя е втората дъщеря на наследствен принц Фридрих принц фон Анхалт-Десау (1769 – 1814) и съпругата му Амалия фон Хесен-Хомбург (1774 – 1846), дъщеря на ландграф Фридрих V фон Хесен-Хомбург и Каролина фон Хесен-Дармщат. По баща е внучка на княз Леополд III фон Анхалт-Десау (1740 – 1817). Луиза е глуха.
Луиза се омъжва на 12 февруари 1818 г. в Десау за своя чичо ландграф Густав фон Хесен-Хомбург (1781 – 1848), брат на нейната майка. Той е четвъртият син на ландграф Фридрих V фон Хесен-Хомбург (1748 – 1820) и принцеса Каролина фон Хесен-Дармщат, сестра на кралица Фредерика Луиза фон Хесен-Дармщат (1751 – 1805), кралица на Прусия, съпруга на крал Фридрих Вилхелм II от Прусия. Той замества в Хомбург по-големия си брат Филип и го последва като ландграф на Хесен-Хомбург през 1846 г.
Нейният съпруг умира на 8 септември 1848 г. и е погребан в дворцовата гробница на Бад Хомбург, където е погребан и син им, наследственият принц Фридрих. Наследен е от брат му нежененият и бездетен Фердинанд (1783 – 1866).
Луиза умира на 11 юни 1858 г. в Хомбург фон дер Хьое.

## Деца
Луиза и ландграф Густав фон Хесен-Хомбург (1781 – 1848) имат три деца:
- Каролина Амалия Елизабет Августа Фридерика Лудовика Христиана Жозефина Леополдина Георга Бернхардина Вилхелмина Волдемара Шарлота (* 19 март 1819; † 18 януари 1872), омъжена на 1 октомври 1839 в Хомбург за Хайнрих XX, княз Ройс цу Грайц (1794 – 1859). Тя управлява като опекун 1859 – 1867 за син си Хайнрих XXII (1846 – 1902)
- Елизабет Луиза Фридерика (* 30 септември 1823; † 28 януари 1864)
- Фридрих Лудвиг Хайнрих Густав (* 6 март 1830 в Бад Хомбург фор дер Хьое; † 4 януари 1848 в Бон), наследствен принц